# Red Arrows
Red Arrows, Zespół Akrobacyjny Królewskich Sił Powietrznych Wielkiej Brytanii – zespół akrobacyjny Royal Air Force stacjonujący na lotnisku Scampton w Wielkiej Brytanii.
Na godle Red Arrows znajduje się 9 samolotów w formacji "Diament", która stała się znakiem rozpoznawczym zespołu, oraz motto: "Eclat", co oznacza perfekcję lub znakomitość.
Zespół Red Arrows został sformowany w końcu roku 1964 w celu reprezentowania całego RAF i zastąpienia wielu zespołów sygnowanych przez różne dywizjony.
Początkowo, Red Arrows byli wyposażeni w siedem samolotów treningowych Folland Gnat, które przejęto od innego zespołu akrobacyjnego: Yellowjacks. Wybrano je ponieważ były dużo tańsze w eksploatacji niż myśliwce bojowe. W pierwszym sezonie istnienia, Red Arrows przedstawili 65 pokazów w całej Europie. W 1966 zespół rozrósł się do dziewięciu członków, która to liczba pozwalała na latanie w najbardziej charakterystycznej dla zespołu formacji "Diamentowa dziewiątka". W końcu 1979 zespół przesiadł się na samoloty BAE Hawk. Red Arrows dają pokazy na całym świecie, do tej pory w ponad pięćdziesięciu krajach.

## Piloci

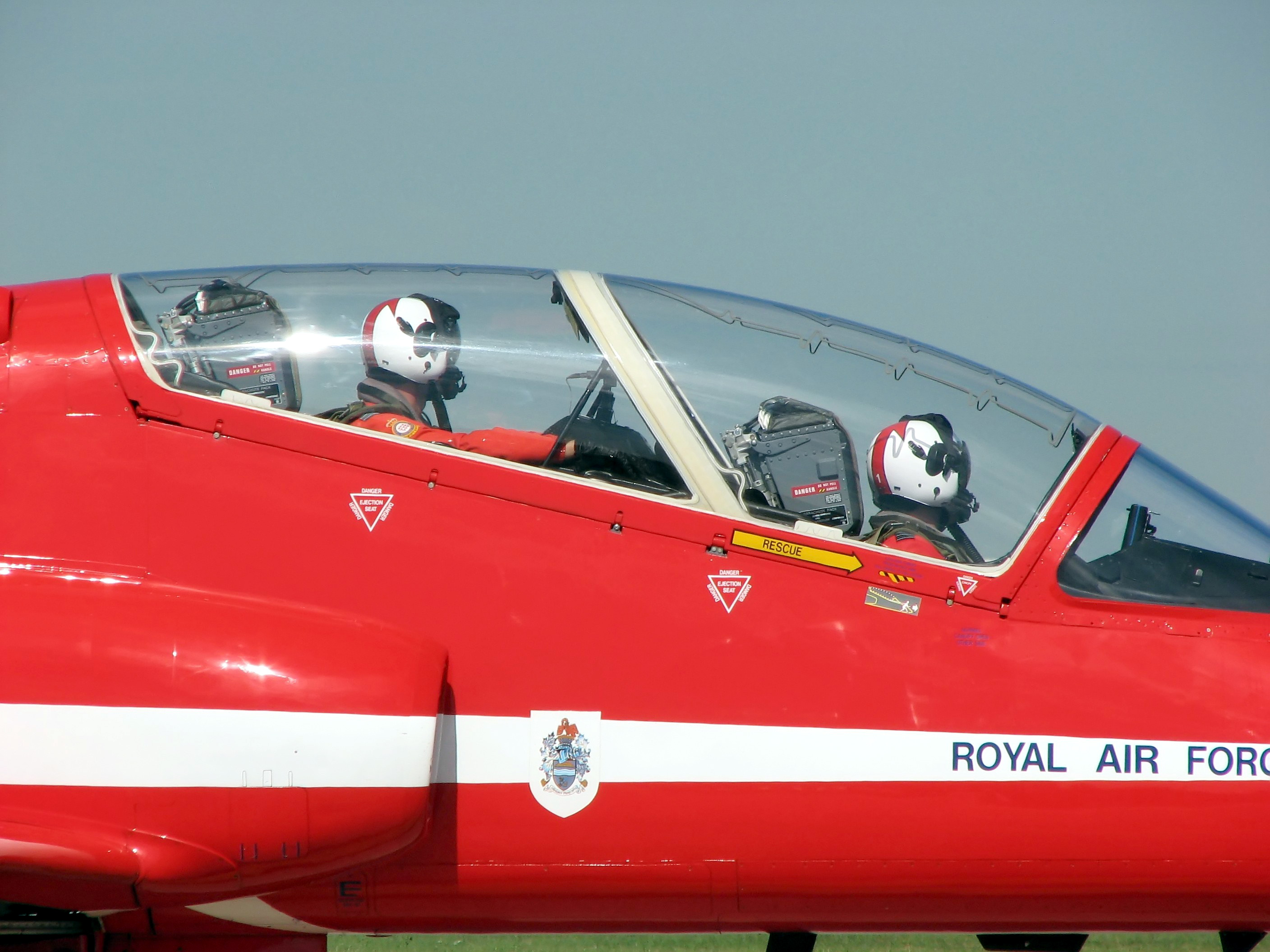

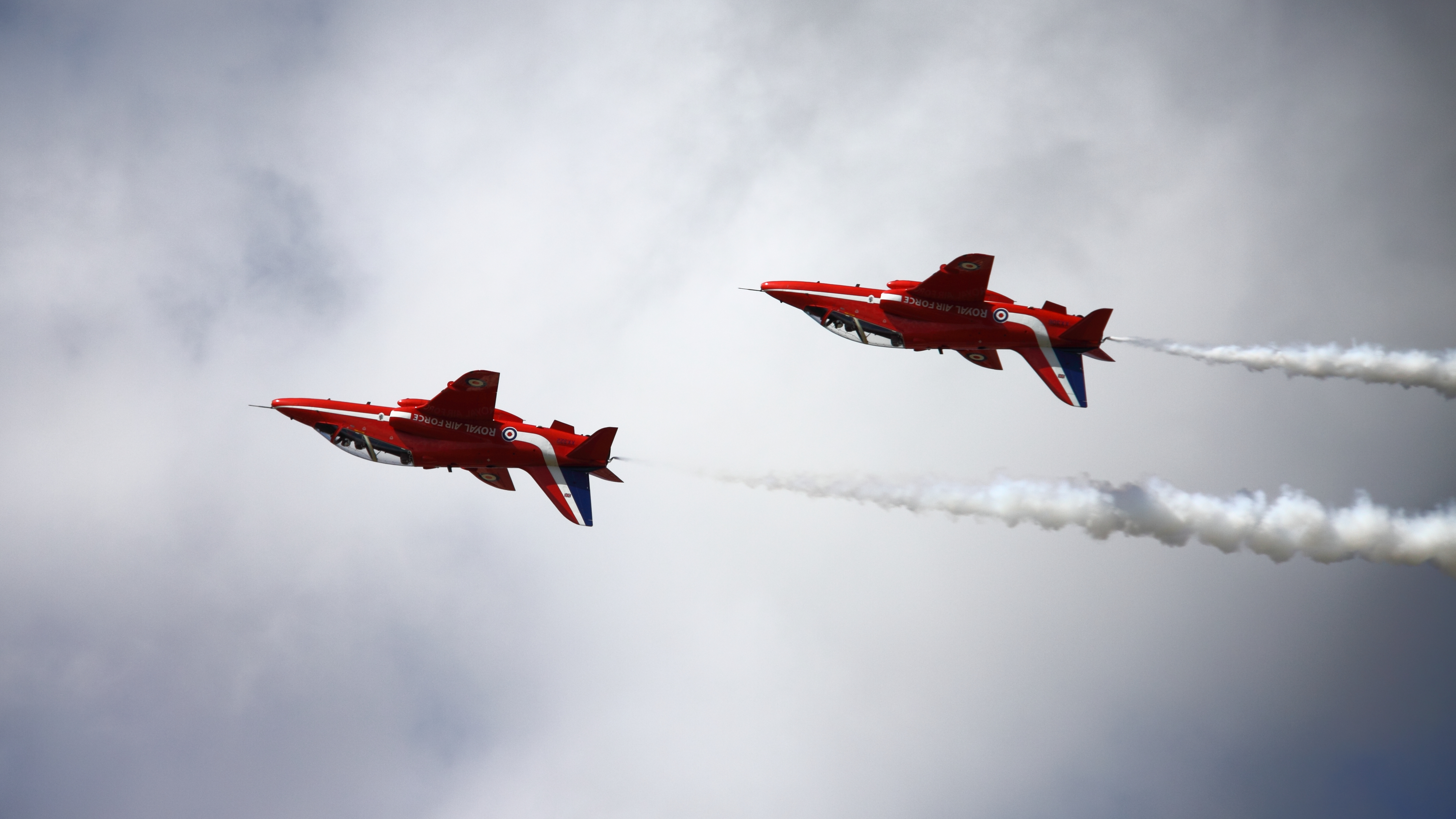

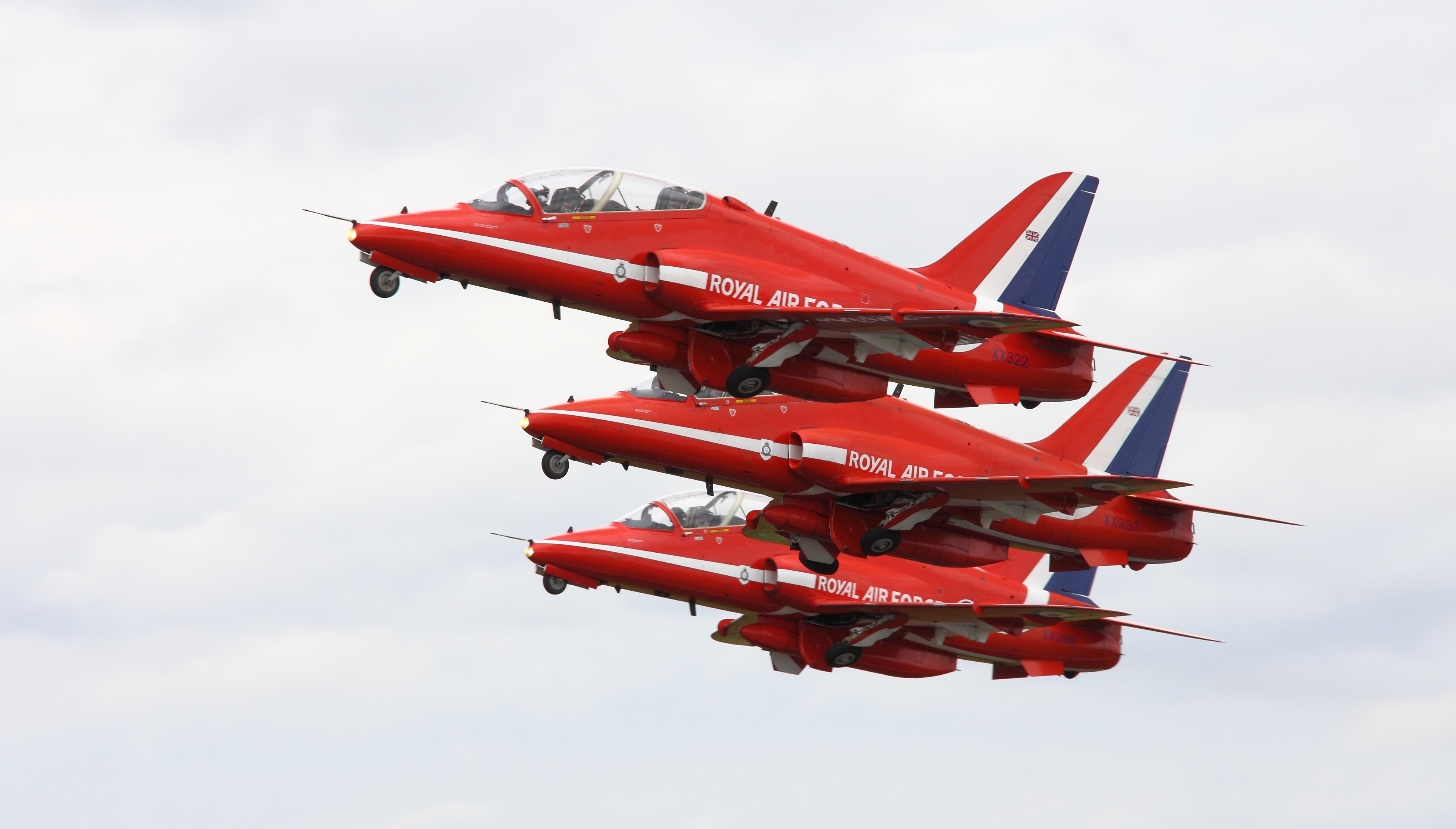

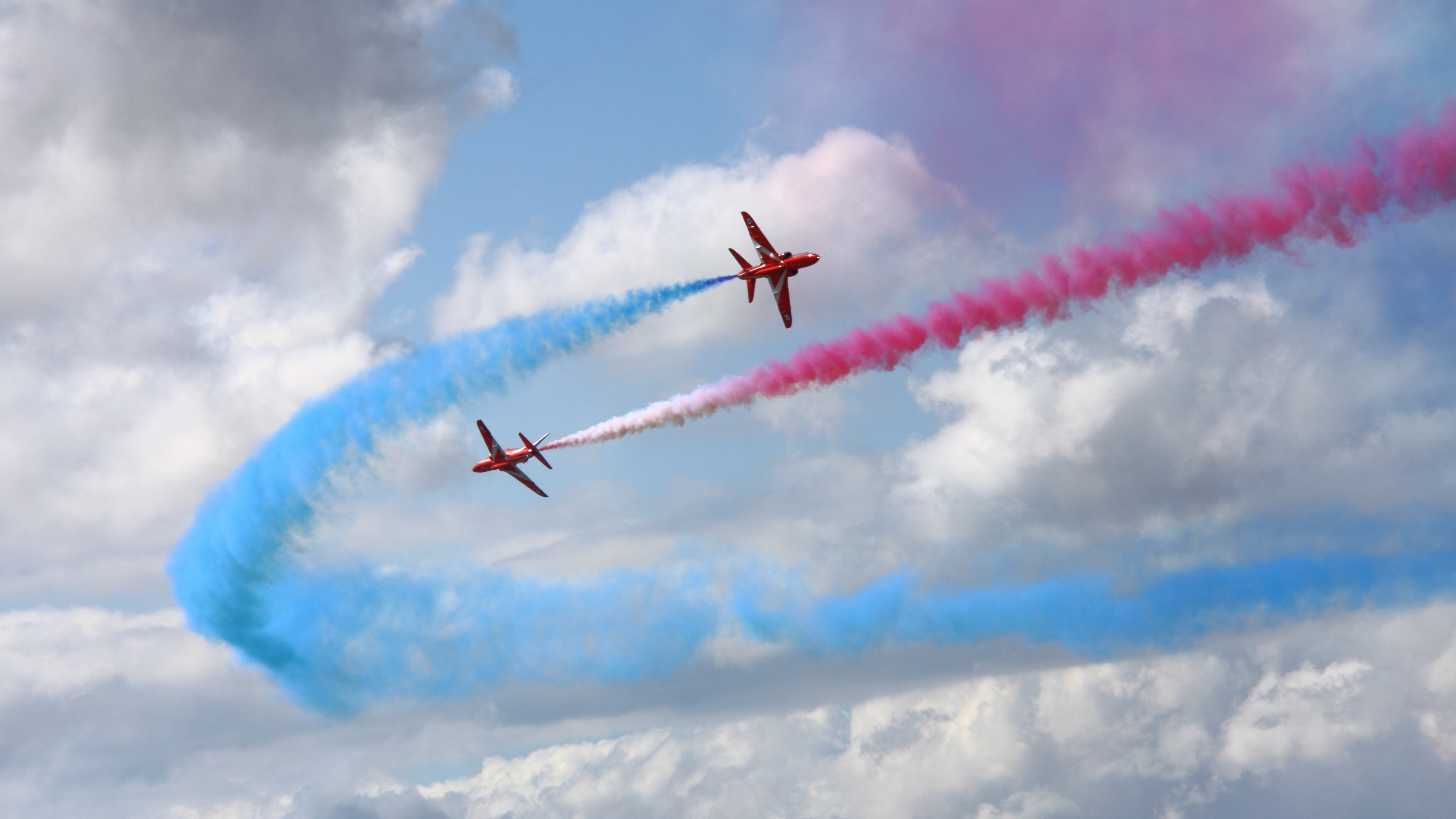

Od 1966 każdego roku w zespole jest dziewięciu pilotów, wszyscy są ochotnikami. Pilot musi mieć na koncie przynajmniej jeden lot bojowy na szybkim odrzutowcu: Panavia Tornado lub Harrier i 1500 godzin nalotu. Nawet przy takich, wysokich wymaganiach na każde miejsce w zespole jest przynajmniej dziesięciu kandydatów. Piloci służą w Red Arrows trzy lata. Każdego roku zmienia się trzech pilotów, co zapewnia równy poziom doświadczenia w zespole: zawsze znajduje się w nim trzech pilotów pierwszorocznych, trzech z drugiego roku i trzech z trzeciego, ostatniego roku.
W 2012 roku do zespołu dołączyła pierwsza w historii teamu kobieta - Kristy Stewart. Pilotka brała udział w pokazach przez dwa sezony.
Red Arrows, ze względów bezpieczeństwa nie mają pilotów rezerwowych. Jeśli jeden pilot jest chory, zespół może dawać pokazy bez niego w ośmioosobowej formacji. Jeśli jednak lider zespołu nie może latać, nie lata cały zespół. Każdy pilot zajmuje zawsze tę samą pozycję w formacji. Piloci spędzają sześć miesięcy od listopada do kwietnia ćwicząc do nadchodzącego sezonu pokazów. Na koniec treningów, zazwyczaj na cały kwiecień, piloci przenoszą się do bazy Akrotiri na Cyprze, gdzie kończą sezon przygotowawczy dając 3 pokazy dziennie (tradycyjnie o godzinie 8, 10 i 12). Ta faza przygotowań nazywana jest Exercise Springhawk. Tam też następuje dopuszczenie do sezonu pokazowego, czyli tzw. odbiór zespołu, dokonywany przez przedstawicieli dowództwa Royal Air Force.
Oprócz dziewięciu pilotów podstawowych, jest jeszcze jeden pilot, w pełni wykwalifikowany do latania na Hawku, który prowadzi dziesiątą maszynę (Red 10) w czasie przelotów na inne lotniska. Dzięki temu zespół ma rezerwowy samolot w czasie pokazów. Do obowiązków tego pilota należy także naziemna koordynacja pokazu.

## Samolot
Red Arrows nie używają myśliwców bojowych z powodu wysokich kosztów ich eksploatacji. Zespół posiada dwanaście Hawków, z czego sześć służy od 1979 roku. Przy porównaniu Hawka do dużo nowocześniejszych myśliwców okazuje się, że samolot ten nadal jest stosunkowo szybki i zwrotny, idealny do akrobacji na małej wysokości. Red Arrows zazwyczaj latają z prędkością 360 węzłów (ok. 668 km/h).
Charakterystyka
- Rozpiętość skrzydeł – 9,39 m
- Długość – 11,85 m
- Wysokość – 4 m
- Maksymalna prędkość na poziomie morza – 1037 km/h
- Pułap lotu – 15 894 m
- Waga – 3628 kg
- Maksymalna waga startowa- 8330 kg
- Silnik – Rolls-Royce] Adour Mk 151
- Ciąg – 23 kN

## Pokazy
Swój pierwszy pokaz Red Arrows dali na lotnisku w Little Rissington 6 maja 1965. Było to zamknięte przedstawienie przeznaczone dla przedstawicieli mass-mediów. Pierwszy publiczny pokaz odbył się 9 maja 1965 w Clermont-Ferrand we Francji z okazji francuskiego święta Dnia Niepodległości. Pierwszy pokaz w Wielkiej Brytanii odbył się 15 maja 1965 w Biggin Hill.
Pierwszy pokaz w Polsce odbył się 11 maja 1999 na lotnisku w Dęblinie.
Wszystkie manewry podczas pokazów w pełnej formacji odbywają się nie niżej niż ok. 90 m (300 stóp), "para synchro" może zejść na ok. 30 m (100 stóp) i na ok. 45 m (150 stóp) w locie odwróconym. Zespół ma przygotowane kilka wersji pokazu, które są wykonywane w zależności od pogody, szczególnie wysokości chmur. O rodzaju pokazu decyduje lider zespołu już po wystartowaniu. Aby widownia mogła obejrzeć pełną wersję pokazu, chmury muszą być przynajmniej na wysokości ok. 1300 m (4500 stóp). Najmniej widowiskowy pokaz odbywa się, gdy chmury znajdują się poniżej ok. 750 m (1500 stóp).
Najwięcej, bo aż 136 razy zespół dawał pokaz w roku 1995. Najmniej w roku 1975, co było spowodowane kryzysem paliwowym w 1973.
Ślad, którą samoloty Red Arrows zostawiają na niebie, nie jest smugą kondensacyjną, lecz celowo wytwarzanym dymem, który powstaje w rezultacie kontaktu oleju napędowego rozpylanego za pomocą trzech dysz znajdujących się przy wylocie silnika z gorącymi gazami wylotowymi tegoż. Gdy olej napędowy styka się z gorącymi spalinami przy wylocie silnika (mającymi temperaturę ok. 550 stopni Celsjusza), gwałtownie paruje, co powoduje wydzielanie się dużych ilości białego dymu. W zależności od potrzeb pilot może wypuszczać niewielkie ilości oleju przez wybraną dyszę. Dzięki posiadaniu trzech zbiorników, Red Arrows są w stanie przechowywać czysty olej w jednym z nich, natomiast pozostałe są używane do generowania smugi dymu w kolorach niebieskim i czerwonym. Barwa jest uzyskiwana przez specjalne dodatki koloryzujące. Przy pełnych zasobnikach każdy z samolotów może generować biały dym nieprzerwanie przez około 5 minut, oraz każdy z zabarwionych przez około 1 minutę.